# Pentila umbra
Pentila umbra är en fjärilsart som beskrevs av Holland 1892. Pentila umbra ingår i släktet Pentila och familjen juvelvingar. Inga underarter finns listade i Catalogue of Life.